# Cercopis praeminiata
Cercopis praeminiata är en insektsart som först beskrevs av Fowler 1897.  Cercopis praeminiata ingår i släktet Cercopis och familjen spottstritar. Inga underarter finns listade i Catalogue of Life.